# Robert Bund
Robert Bund (* 23. Juli 1948 in Fürstenfeldbruck) ist ein Brigadegeneral außer Dienst des Heeres der Bundeswehr.

## Leben
Bund trat im Oktober 1967 als Heeresflieger in die Bundeswehr ein und absolvierte ab September 1968 den Pilotenschein und die IFR-Ausbildung am Army Aviation Center in Fort Rucker, Alabama, Vereinigte Staaten. Er studierte Luft- und Raumfahrttechnik an der Technischen Universität München, das er im Juni 1976 als Diplom-Ingenieur abschloss. Ab 1978 war er Staffelkapitän Wartungsstaffel und Staffelkapitän Instandsetzungsstaffel im Heeresfliegertransportregiment 15 in Rheine, ab 1980 S3-Stabsoffizier und stellvertretender Abteilungskommandeur der Luftfahrtzeugtechnischen Abteilung 152 in Rheine und ab 1982 stellvertretender Systembeauftragter Panzerabwehrhubschrauber 1 und 2 im Führungsstab der Luftwaffe VII 6 im Bundesministerium der Verteidigung (BMVg). Er studierte Operations Research am Naval Postgraduate School in Monterey, Kalifornien, das er als Master of Science im März 1989 abschloss. Ab 1989 war er Abteilungskommandeur der Luftfahrtzeugtechnischen Abteilung 162 im Panzerabwehrhubschrauberregiment 16 in Celle, ab 1992 Abteilungsleiter Nutzungsaspekte im DFHB Koblenz für die Entwicklung und Beschaffung des Kampfhubschraubers Tiger, 1994 Dezernatsleiter XII 1 (1) im Heeresamt in Köln, ab 1994 G4 der Heeresfliegerbrigade 3, ab 1996 Kommandeur des Heeresfliegerregiments 10 in Faßberg, ab 1999 Referatsleiter Rü VI 3 Im BMVg, ab 2001 Chefingenieur für das multinationale Vorhaben NH90 in der NAHEMA in Aix en Provence, Frankreich und ab April 2004 Brigadekommandeur der Heeresfliegerbrigade 3 in Mendig.
Vom 28. Mai 2007 bis 7. April 2008 war Bund Kommandeur des 18. Deutschen Einsatzkontingentes KFOR im Kosovo. Mit Ablauf des Jahres 2008 trat er in den Ruhestand.
Bund besaß Musterberechtigungen auf den Hubschraubern Alouette II, Bölkow Bo 105 (Panzerabwehrhubschrauber) und Bell UH-1. Er ist verheiratet und hat zwei Kinder.